# PS-05/A
PS-05/Aは、スウェーデンのエリクソン・ラジオシステムズ社（現エリクソン・マイクロウェーブ・システムズ社）が開発したパルスドップラー・レーダー。主として戦闘機の火器管制レーダーとして用いられる。

## 来歴
本機は、スウェーデン空軍の次期戦闘機（後のJAS-39）への搭載を想定して、1980年代初頭より、イギリスのフェランティ社（現GEC マルコーニ社）との協力のもと開発が着手された。1987年には試作機をサーブ 37 ビゲンに搭載しての運用試験が開始された。

## 設計
設計にあたっては、フェランティ社がシーハリアーFA.2艦上戦闘機向けに開発していたブルーヴィクセンが参考とされており、アンテナの作動機構やレーダー信号処理装置の技術が導入されている。
レーダー信号処理装置（RPU）、励振/受信機（EXR）、送信機、電力増幅器、アンテナ部の5つの列線交換ユニットから構成されている。各部の重量は、レーダー信号処理装置が23 kg、励振/受信機が32 kg、送信機と電力増幅器が73 kg、アンテナ部が25 kgであった。レーダー信号処理装置には、従来はブルーヴィクセンと同じく再プログラム可能なD80プロセッサが用いられていたが、Mk.3より、MASC（Modular Airborne Computer System）に更新された。アンテナは炭素繊維を用いたプレーナアレイ型である。
本機は、多彩なPRFおよび波形に対応している。
- 空対地測距（Air-to-ground ranging, AGR）
- ドップラービームシャープニング（Doppler beam sharpening, DBS）
- 高パルスドップラー（High Pulse Doppler, HPD）
- 中パルスドップラー（Medium Pulse Doppler, MPD）
- 低パルスドップラー（Low Pulse Doppler, LPD）
- 低パルス繰返し周波数（Low PRF, LPRF）
- スポットライト・モード（Spot Light Mode, SLM）

これらを組み合わせることで、動作モードも下記のように多彩なものとなっている。
空対空
長距離捜索、複数目標捜索中追尾、複数優先度目標追尾、空戦（短距離広角捜索・追尾）、単一目標追尾
空対地
長距離捜索、対地・対水上高優先度目標追尾、マッピングおよび距離測定
またMk.4では、信号処理能力の向上に伴って合成開口レーダー（SAR）モードにも対応し、高解像度の地形イメージを構成できるようになった。
なお、AMRAAMおよびミーティア視程外射程ミサイルに対する中間誘導能力も備えているほか、戦術情報データリンク・システム（TIDLS）が組み込まれており、TADIL-Jに参加することができる。メーカー公表の平均故障間隔（MTBF）は170時間だが、実際には250～300時間と言われている。

## 搭載機種
- サーブ 39 グリペン